# Clear Lake (Minnesota)
Clear Lake is een plaats (city) in de Amerikaanse staat Minnesota, en valt bestuurlijk gezien onder Sherburne County.

## Demografie
Bij de volkstelling in 2000 werd het aantal inwoners vastgesteld op 266.

## Geografie
Volgens het United States Census Bureau beslaat de plaats een oppervlakte van
2,1 km², geheel bestaande uit land.

## Plaatsen in de nabije omgeving
De onderstaande figuur toont nabijgelegen plaatsen in een straal van 24 km rond Clear Lake.